# Амстердам (Міссурі)
Амстердам (англ. Amsterdam) — місто (англ. city) в США, в окрузі Бейтс штату Міссурі. Населення — 218 осіб (2020).

## Географія
Амстердам розташований за координатами 38°20′58″ пн. ш. 94°35′21″ зх. д. / 38.34944° пн. ш. 94.58917° зх. д. (38.349503, -94.589065).  За даними Бюро перепису населення США в 2010 році місто мало площу 1,49 км², з яких 1,48 км² — суходіл та 0,01 км² — водойми.

## Демографія

### Перепис 2010
Згідно з переписом 2010 року, у місті мешкали 242 особи в 95 домогосподарствах у складі 62 родин. Густота населення становила 162 особи/км².  Було 106 помешкань (71/км²).
Расовий склад населення:
| - 96,3 % — білих - 1,7 % — корінних американців - 0,4 % — чорних або афроамериканців |

До двох чи більше рас належало 1,7 %. Частка іспаномовних становила 1,2 % від усіх жителів.
За віковим діапазоном населення розподілялося таким чином: 26,9 % — особи молодші 18 років, 60,3 % — особи у віці 18—64 років, 12,8 % — особи у віці 65 років та старші. Медіана віку мешканця становила 38,0 року. На 100 осіб жіночої статі у місті припадало 98,4 чоловіків;  на 100 жінок у віці від 18 років та старших — 86,3 чоловіків також старших 18 років.
Середній дохід на одне домашнє господарство  становив 47 687 доларів США (медіана — 33 125), а середній дохід на одну сім'ю — 51 126 доларів (медіана — 38 125). За межею бідності перебувало 23,8 % осіб, у тому числі 62,0 % дітей у віці до 18 років та 11,5 % осіб у віці 65 років та старших.
Цивільне працевлаштоване населення становило 84 особи. Основні галузі зайнятості: будівництво — 22,6 %, освіта, охорона здоров'я та соціальна допомога — 16,7 %, виробництво — 14,3 %, науковці, спеціалісти, менеджери — 13,1 %.

### Перепис 2000
За даними перепису 2000 року
на території муніципалітету мешкало 281 людей, було 102 садиб та 69 сімей.
Густота населення становила 187,1 осіб/км². З 102 садиб у 36,3% проживали діти до 18 років, подружніх пар, що мешкали разом, було 56,9%,
садиб, у яких господиня не мала чоловіка — 6,9%, садиб без сім'ї — 31,4%.
Власники 6,9% садиб мали вік, що перевищував 65 років, а в 23,5% садиб принаймні одна людина була старшою за 65 років. Кількість людей у середньому на садибу становила 2,75, а в середньому на родину 3,3.
Середній річний дохід на садибу становив 29 821 доларів США, а на родину — 34 545 доларів США. Чоловіки мали дохід 23 333 доларів, жінки — 21 625 доларів. Дохід на душу населення був 11 670 доларів. Приблизно 15% родин та 16% населення жили за межею бідності.
Медіанний вік населення становив 34 років. На кожних 100 жінок віком понад 18 років припадало 105,2 чоловіків.